# Staryj Bujan
Staryj Bujan (ros. Старый Буян) – wieś (sieło) w Rosji, w obwodzie samarskim, w rejonie krasnojarskim. W 2010 liczyła 809 mieszkańców.